# ロバート・ケード
ロバート・ケード（英語: James Robert Cade, 1927年9月26日 - 2007年11月27日）は、アメリカフロリダ大学医学部の医学・生理学の教授、医師。スポーツドリンクの『ゲータレード』を開発したことで知られている。
1927年にテキサス州サンアントニオに生まれた。テキサス大学オースティン校、テキサス大学サウスウエスタン医療学校を卒業後、1961年にフロリダ大学医学部の助教授に就任。同大学のアメリカンフットボールチームから相談を受け、スポーツドリンク『ゲータレード』を開発した。ケードは大学に対して飲料の権利を売ろうとしたが、大学側がこれを拒否したため、ケードはストークリー・ヴァンキャンプ社と契約し販売されることとなった。
販売が軌道に乗った頃、大学側が権利の譲渡を求めてきたがケードはこれを拒否した。ケードは、ゲータレードから得られた利益から奨学金や地元企業に還元する基金をいくつか設立した。大学側はケードに対して訴訟を行ったが、最終的には大学とケードの間で和解が成立している。
ケードにまつわる話は、ゲータレードの共同開発者の一人であるダレン・ロベルによって、『First in Thirst: How Gatorade Turned the Science of Sweat into a Cultural Phenomenon』にまとめられている。
2007年、腎不全のため亡くなった。